# Lucas Ordóñez
Lucas Ordóñez Martín-Esperanza (Madrid, España; 1 de mayo de 1985) es un piloto español de automovilismo que entró al mundo de la competición profesional ganando la primera edición de la GT Academy, una competición del videojuego Gran Turismo de PlayStation 3, donde es embajador de la marca. En 2011 él y su escudería consiguieron ser segundos de la clase LMP2 en las 24 Horas de Le Mans y campeones de la Copa Intercontinental Le Mans, tras imponerse en 5 de las 7 pruebas de la temporada. También se proclamó campeón de la clase Pro-Am de la Blancpain Endurance Series y fue tercero en la categoría LMP2 en las 24 Horas de Le Mans en 2013.
Desde 2024 compite en la E1 Series para el equipo Westbrook Racing de Will Smith, donde resultó subcampeón en la temporada inaugural con Sara Price.
Es hermano del expiloto de fórmulas Víctor Ordóñez.

## Trayectoria

### Inicios
Intentando seguir los pasos de su hermano mayor, compitió durante varios años en el Nacional de Karting pero tras varios años y disputar algunas carreras de la Fórmula Toyota Castrol 1300, le faltó el presupuesto necesario para continuar su carrera deportiva así que tras ello abandonó la competición y se centró en sus estudios.
Tras varios años de inactividad, se unió a la GT Academy, un concurso organizado por el fabricante de automóviles Nissan y los creadores del videojuego Gran Turismo. De un total de más de 25.000 participantes provenientes de toda Europa, consiguió ganar la final europea, celebrada en el circuito británico de Silverstone.
Después de ganar la GT Academy. Fichó como piloto Oficial Nissan, disputando en el 2009 las 24 Horas de Dubái y la Copa Europea de GT4, donde logró el subcampeonato con un Nissan 350Z. En 2010 fue cuarto en la Copa Europea de GT4.

### Éxitos en LMP2
En 2011 cambió los gran turismos por los sport prototipos, al disputar la Copa Intercontinental Le Mans con un Oreca-Nissan de Signatech junto a Soheil Ayari entre otros. Venció a sus rivales de Level 5 y Oak en cinco de siete fechas, por lo que se proclamó campeón de la clase LMP2. Además, quedó segundo en la clase LMP2 en las 24 Horas de Le Mans. Disputó ese año algunas carreras de categorías como las Le Mans Series y las American Le Mans Series.

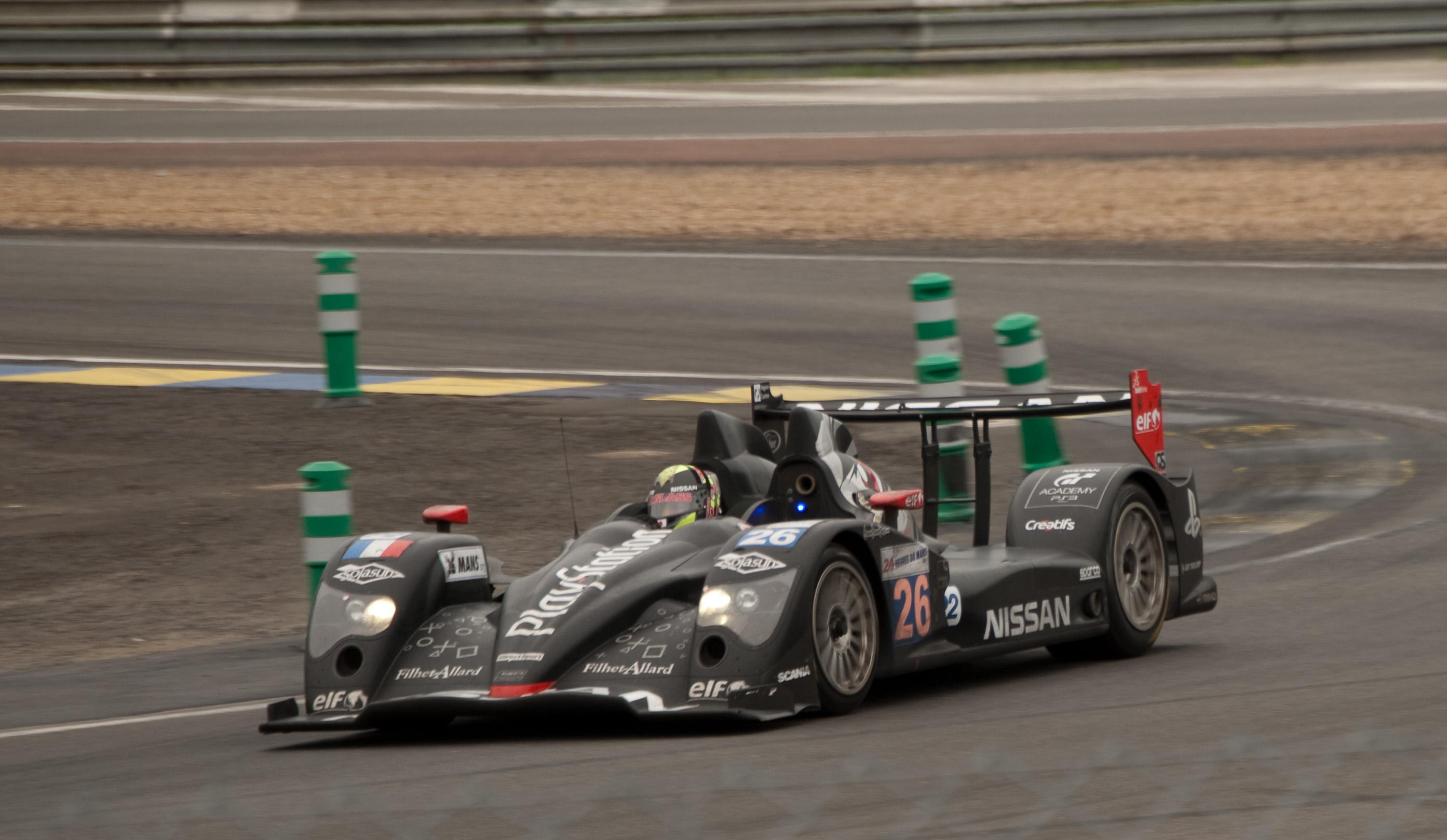
El Signatech Nissan de Lucas en el Circuito de Le Mans (2011)

El piloto compitió en dos fechas del Campeonato Mundial de Resistencia 2012 con un Zytek-Nissan LMP2 del equipo Greaves. Llegó octavo en su clase en las 24 Horas de Le Mans, y quinto en las 6 Horas de Silverstone. También disputó las 24 Horas de Nürburgring con un Nissan GT-R, con el que llegó 30.º absoluto, acompañado entre otros de Kazunori Yamauchi, creador del Gran Turismo.

### Incursión en Japón
En 2013, dejó los sport prototipos (con excepción de las 24h de le Mans) y pasó a competir con un Nissan GT-R de la clase GT3. Se coronó campeón de la clase Pro-Am de la Blancpain Endurance Series, destacando una victoria en Silverstone y un tercer puesto en las 24 Horas de Spa. A su vez, logró podios de clase en el Campeonato FIA GT y llegó noveno en la clase GT300 de los 1000 km de Suzuka del Super GT Japonés.
Ordóñez disputó las 24 Horas de Le Mans de 2014 con el prototipo experimental Nissan ZEOD RC, donde el coche abandonó. Además disputó el Super GT Japonés con un Nissan GT-R GT500, resultando séptimo junto a Kazuki Hoshino al obtener una victoria, dos cuartos puestos y un quinto. En 2015 compitió las 24 Horas de Le Mans con un Nissan GT-R LM oficial, donde abandonó. Además disputó las primeras tres fechas del Super GT Japonés junto a Daiki Sasaki al volante de un Nissan GT-R GT500, sin obtener puntos. Por otra parte, disputó la Fórmula 3 Japonesa, obteniendo cinco podios y ocho top-5 en 15 carreras, terminando quinto en el campeonato.

### Últimas competiciones
El español retornó a la Blancpain Endurance Series en 2016 para pilotar un Nissan GT-R GT3 oficial, donde quedó noveno en el campeonato. Ese año disputó las 24 horas de Nürburgring, donde quedó undécimo. Los dos años siguientes combinó las Blancpain con participaciones en las 24 horas de Spa, haciendo de mentor para los últimos ganadores del ya extinto GT Academy. Finalizando estos años sin grandes resultados, Nissan anunciaba a finales de 2018 que dejaban de contar con el español.
En 2019 logró ser llamado por Bentley para disputar algunas pruebas de resistencia, y apareció por sorpresa en dos carreras realizadas en el Circuito del Jarama, pero tras ello de momento, no ha vuelto a los circuitos como piloto profesional más allá de haber realizado algunos eventos para medios.

## Resumen de carrera
| Temporada | Series                                  | Escudería                   | Carreras | Victorias | Poles | VR | Podios | Puntos | Pos. |
| --------- | --------------------------------------- | --------------------------- | -------- | --------- | ----- | -- | ------ | ------ | ---- |
| 2000      | Fórmula Toyota Castrol 1300             | Club Jarama RACE            | ?        | ?         | ?     | ?  | ?      | 23     | 9.º  |
| 2002      | Fórmula Junior 1600                     | TCR Motorsport              | 2        | 0         | 0     | 0  | 0      | 2      | 19.º |
| 2008      | Nissan GT Academy (e-Sport)             |                             |          |           |       |    |        |        | 1.º  |
| 2009      | GT4 European Cup                        | RJN Motorsport              | 12       | 2         | 0     | 0  | 6      | 57     | 2.º  |
| 2009      | 24 Horas de Dubái - A5                  | RJN Motorsport              |          |           |       |    |        |        | 9.º  |
| 2009      | 24 Horas de Barcelona                   | Sustainability Racing Team  |          |           |       |    |        |        | 21.º |
| 2010      | GT4 European Cup                        | RJN Motorsport              | 10       | 0         | 0     | 0  | 0      | 27     | 4.º  |
| 2010      | European Le Mans Series - LMP2          | KSM                         | 1        | 0         | 0     | 0  | 0      | 5      | 25.º |
| 2011      | Intercontinental Le Mans Cup - LMP2     | Signatech Nissan            | 7        | 1         | 2     | ?  | 5      | 95     | 1.º  |
| 2011      | 24 Horas de Le Mans - LMP2              | Signatech Nissan            |          |           |       |    |        |        | 2.º  |
| 2011      | 1000km de Spa-Francorchamps - LMP2      | Signatech Nissan            |          |           |       |    |        |        | 5.º  |
| 2011      | 12 Horas de Sebring - LMP2              | Signatech Nissan            |          |           |       |    |        |        | 2.º  |
| 2011      | XIV Petit Le Mans - LMP2                | Signatech Nissan            |          |           |       |    |        |        | 3.º  |
| 2012      | European Le Mans Series - LMP2          | Greaves Motorsport          | 2        | 0         | 0     | 0  | 0      | 18     | 8.º  |
| 2012      | 24 Horas de Le Mans - LMP2              | Greaves Motorsport          |          |           |       |    |        |        | 8.º  |
| 2012      | 6 Horas de Silverstone - LMP2           | Greaves Motorsport          |          |           |       |    |        |        | 5.º  |
| 2012      | 24 Horas de Spa - LMP2                  | Nissan GT Academy Team RJN  |          |           |       |    |        |        | DNF  |
| 2012      | 24 Horas de Nürburgring - SP9T          | Nissan GT Academy Team RJN  |          |           |       |    |        |        | 1.º  |
| 2012      | 24 Horas de Dubái - SP2                 | Nissan GT Academy Team RJN  |          |           |       |    |        |        | 3.º  |
| 2013      | Blancpain Endurance Series - GT3 Pro-Am | Nissan GT Academy Team RJN  | 5        | 1         | 0     | 2  | 2      | 65     | 1.º  |
| 2013      | FIA GT - Pro-Am                         | Nissan GT Academy Team RJN  | 8        | 0         | 0     | 0  | 2      | 49     | 10.º |
| 2013      | Pirelli World Challenge - GTS           | Nissan GT Academy Team RJN  | 3        | 0         | 0     | 0  | 0      | 91     | 39.º |
| 2013      | Super GT Japonés - GT300                | S Road NDDP                 | 1        | 0         | 0     | 0  | 0      | 3      | 27.º |
| 2013      | Super GT Japonés - GT300                | NISMO Athlete Global Team   | 1        | 0         | 0     | 0  | 0      | 0      | 18.º |
| 2013      | 24 Horas de Le Mans - LMP2              | Greaves Motorsport          |          |           |       |    |        |        | 3.º  |
| 2013      | 24 Horas de Dubái - SP3                 | Nissan GT Academy Team RJN  |          |           |       |    |        |        | 2.º  |
| 2014      | Super GT Japonés - GT300                | NDDP Racing                 | 8        | 1         | 1     | 0  | 2      | 48     | 4.º  |
| 2014      | 24 Horas de Le Mans - DeltaWing         | Nissan Motorsports          |          |           |       |    |        |        | DNF  |
| 2014      | 24 Horas de Nürburgring - SP9           | Nissan GT Academy Team RJN  |          |           |       |    |        |        | 13.º |
| 2014      | 24 Horas de Dubái - SP2                 | Nissan GT Academy Team RJN  |          |           |       |    |        |        | 1.º  |
| 2015      | Super GT Japonés - GT300                | Kondo Racing                | 3        | 0         | 0     | 0  | 0      | 0      | 16.º |
| 2015      | Fórmula 3 Japonesa                      | B-MAX Racing Team with NDDP | 15       | 0         | 0     | 0  | 5      | 43     | 5.º  |
| 2015      | 24 Horas de Le Mans - LMP1              | Nissan Motorsports          |          |           |       |    |        |        | DNF  |
| 2015      | 24 Horas de Nürburgring - SP9           | Nissan GT Academy Team RJN  |          |           |       |    |        |        | 9.º  |
| 2016      | Blancpain Endurance Series - GT3        | Nissan GT Academy Team RJN  | 5        | 0         | 0     | 0  | 1      | 39     | 9.º  |
| 2016      | Blancpain GT Series Sprint Cup          | Nissan GT Academy Team RJN  | 1        | 0         | 0     | 0  | 0      | 0      | 16.º |
| 2016      | 24 Horas de Nürburgring - SP9           | Nissan GT Academy Team RJN  |          |           |       |    |        |        | 11.º |
| 2017      | Blancpain Endurance Series - Pro        | Motul Team RJN Nissan       | 5        | 0         | 0     | 0  | 0      | 12     | 20.º |
| 2017      | 24 Horas de Spa                         | Motul Team RJN Nissan       |          |           |       |    |        |        | 13.º |
| 2018      | Blancpain Endurance Series - Pro        | GT Sport Motul Team RJN     | 4        | 0         | 0     | 0  | 0      | 21     | 22.º |
| 2018      | 24 Horas de Spa                         | GT Sport Motul Team RJN     |          |           |       |    |        |        | 7.º  |
| 2019      | 24 Horas de Spa                         | M-Sport Team Bentley        |          |           |       |    |        |        | 29.º |
| 2019      | 8 Horas de California                   | M-Sport Team Bentley        |          |           |       |    |        |        | 11.º |
| 2019      | 24 Horas de Nürburgring - SP9           | Walkenhorst Motorsport      |          |           |       |    |        |        | DNF  |
| 2019      | II UV Endurance RACE Jarama - C2        | Última Vuelta               |          |           |       |    |        |        | DNF  |
| 2019      | Campeonato Race de Turismos - D2 C3     | SMC Junior Motorsport       | 1        | 0         | 0     | 0  | 1      | 18     | 19.º |
| Fuentes:  |                                         |                             |          |           |       |    |        |        |      |

## Resultados

### 24 Horas de Le Mans
| Año  | Equipo                    | Copilotos                        | Automóvil            | Clase | Vueltas | Pos. | Pos. Clase |
| ---- | ------------------------- | -------------------------------- | -------------------- | ----- | ------- | ---- | ---------- |
| 2011 | Signatech-Nissan          | Soheil Ayari Franck Mailleux     | Oreca 03-Nissan      | LMP2  | 320     | 9.º  | 2.º        |
| 2012 | Greaves Motorsport        | Alex Brundle Martin Brundle      | Zytek Z11SN-Nissan   | LMP2  | 340     | 15.º | 8.º        |
| 2013 | Greaves Motorsport        | Michael Krumm Jann Mardenborough | Zytek Z11SN-Nissan   | LMP2  | 327     | 9.º  | 3.º        |
| 2014 | Nissan Motorsports Global | Wolfgang Reip Satoshi Motoyama   | Nissan ZEOD RC       | UNC   | 5       | DNF  | DNF        |
| 2015 | Nissan Motorsports        | Tsugio Matsuda Mark Shulzhitskiy | Nissan GT-R LM Nismo | LMP1  | 115     | DNF  | DNF        |

### 24 Horas de Spa-Francorchamps
| Año  | Equipo                     | Copilotos                         | Automóvil                    | Clase   | Vueltas | Pos. | Pos. Clase |
| ---- | -------------------------- | --------------------------------- | ---------------------------- | ------- | ------- | ---- | ---------- |
| 2016 | Nissan GT Academy Team RJN | Alex Buncombe Mitsunori Takaboshi | Nissan GT-R Nismo GT3        | Pro Cup | 481     | 44.º | 24.º       |
| 2017 | Nissan GT Academy Team RJN | Alex Buncombe Katsumasa Chiyo     | Nissan GT-R Nismo GT3        | Pro Cup | 539     | 13.º | 12.º       |
| 2018 | GT SPORT MOTUL Team RJN    | Alex Buncombe Matt Parry          | Nissan GT-R Nismo GT3 (2018) | Pro     | 510     | 7.º  | 7.º        |
| 2019 | M-Sport Team Bentley       | Pipo Derani Andy Soucek           | Bentley Continental GT3      | Pro     | 357     | 29.º | 23.º       |